# Corazón de Pedro I de Brasil

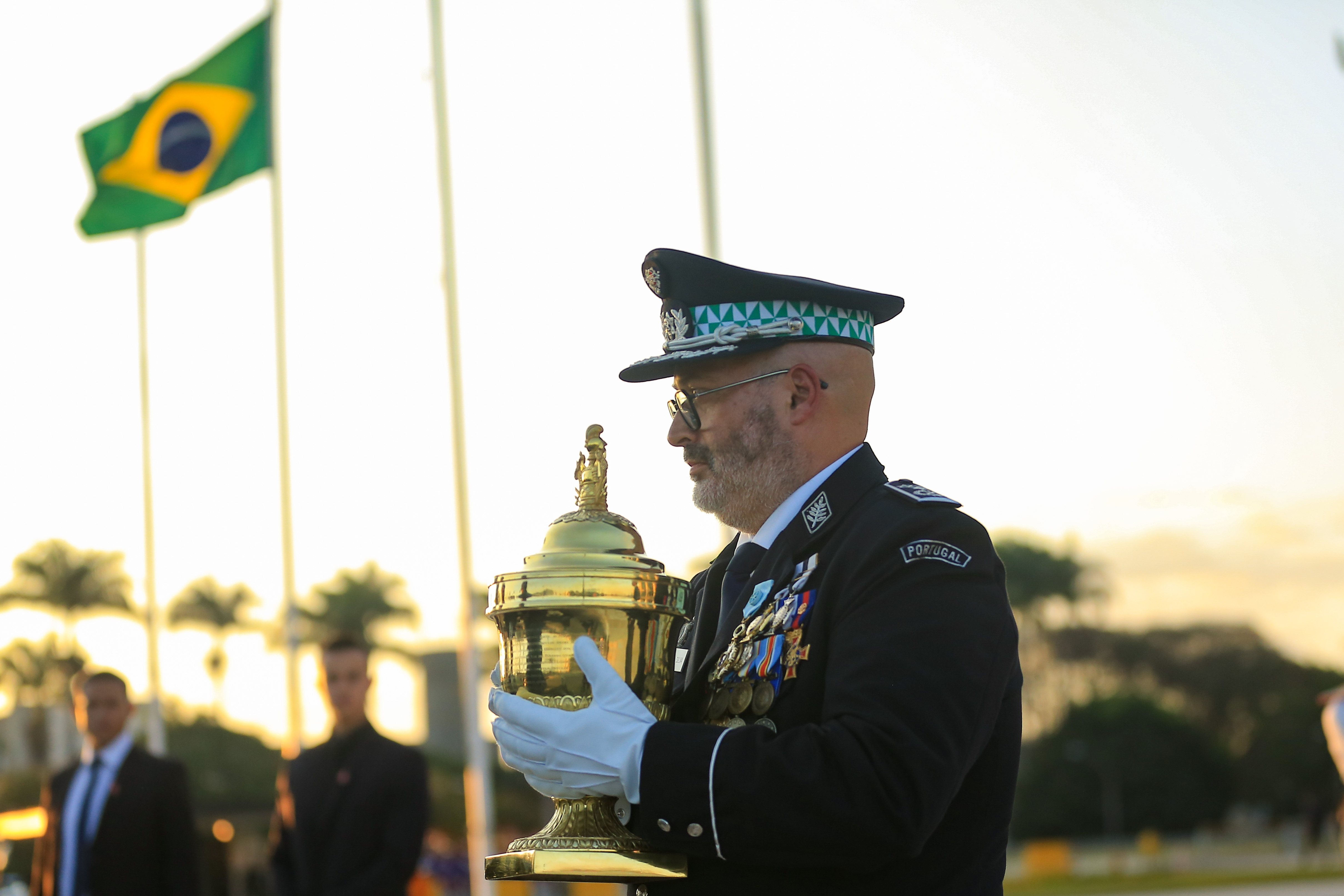
Corazón de Don Pedro I en Brasil, en 2022

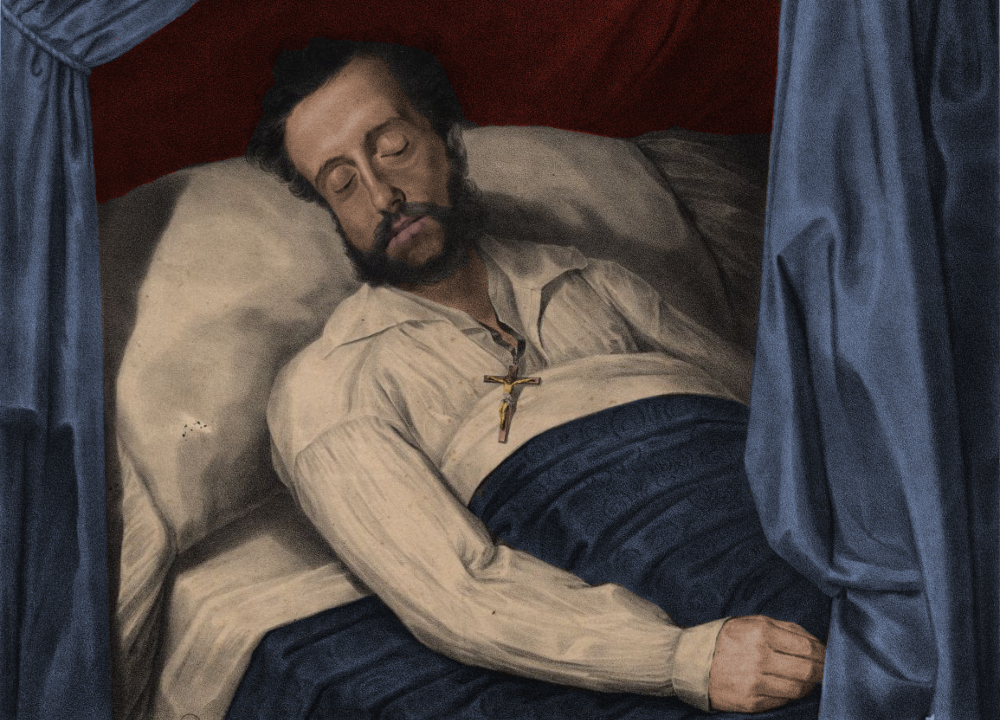
Don Pedro I en su lecho de muerte, de José Joaquim Rodrigues Primavera, 1834.

El corazón de Pedro I de Brasil es el corazón del emperador brasileño conservado desde su muerte en 1834.
El cuerpo de Don Pedro I está enterrado en São Paulo (Brasil), en la cripta del Monumento a la Independencia. Por decisión del propio monarca, como una de sus últimas peticiones en vida, el corazón fue separado y guardado en Portugal. Dom Pedro I pidió que el corazón se conservara en Oporto debido a la relevancia de la ciudad en la disputa por el trono portugués entre Dom Pedro I y su hermano Dom Miguel.
Tras la muerte del emperador por tuberculosis en septiembre de 1834, se realizaron una serie de acuerdos reales y eclesiásticos para que, en febrero de 1835, el corazón fuera finalmente enviado a Oporto, guardado en un jarrón de plata dorada, envuelto en un estuche cubierto de terciopelo negro, dentro de la Iglesia de Nossa Senhora da Lapa.
En 2022, tras su exhibición en el contexto del Bicentenario de la Independencia de Brasil, se informó que el órgano aparece hinchado, posiblemente por el material utilizado inicialmente en su conservación por el médico João Fernandes Tavares, antes de ser mantenido en formol. Las afecciones cardíacas son objeto de investigación en el campo de la antropología forense.